# Helena Lundbäck
Helena Birgitta Lundbäck (Norrköping, 15 de marzo de 1976) es una jinete sueca que compitió en la modalidad de salto ecuestre.
Ganó una medalla de plata en el Campeonato Mundial de Saltos Ecuestres de 2002 y una medalla de plata en el Campeonato Europeo de Saltos Ecuestres de 2001. Participó en dos Juegos Olímpicos de Verano, ocupando el séptimo lugar en Sídney 2000 y el sexto en Pekín 2008, en la prueba por equipos.

## Palmarés internacional
| Campeonato Mundial | Campeonato Mundial            | Campeonato Mundial | Campeonato Mundial |
| Año                | Lugar                         | Medalla            | Categoría          |
| ------------------ | ----------------------------- | ------------------ | ------------------ |
| 2002               | Jerez de la Frontera (España) | Medalla de plata   | Por equipos        |
| Campeonato Europeo |                               |                    |                    |
| Año                | Lugar                         | Medalla            | Categoría          |
| 2001               | Arnhem (Países Bajos)         | Medalla de plata   | Por equipos        |